# 烏季奇
48°38′16″N 29°54′40″E / 48.63778°N 29.91111°E
烏季奇（烏克蘭語：Удич），是烏克蘭的村落，位於該國西南部文尼察州，由海辛區負責管轄，始建於1899年，面積0.45平方公里，海拔高度214米，2001年人口916，人口密度每平方公里2,035.56人。